# Talá Yekela
Talá Yekela o Talá Yakela es el señor del trueno en la mitología talamanqueña, y tiene una breve participación en el capítulo de la creación de la Tierra: es uno de tantos que colaboran con Sibö para ese fin.
Luego de que el señor Shótala tirara los balines con la cerbatana a la puerta y no se escuchara con suficiente fuerza sin lograr dejar abierto para robarse a la niña tierra, Sibö le pidió al señor del trueno que tirara ahora él, y así si se oyó por todas partes y de esta manera se abrió la puerta para así sacar a la niña tierra.